# Tina Hergold
Tina Hergold (* 18. Oktober 1981) ist eine ehemalige slowenische Tennisspielerin.

## Karriere
Tina Hergold konnte bereits als Juniorin namhafte Turniererfolge feiern, wie die Siege beim J1 Offenbach oder J1 Barranquilla. Bei den Wimbledon Championships 1998 und den  Australian Open 1999 erreichte sie jeweils das Halbfinale im Einzel.
Auf dem ITF Women’s Circuit gewann sie insgesamt drei Einzel- und neun Doppeltitel. Ihre einzige Hauptfeldteilnahme bei einem Grand-Slam-Turnier hatte sie bei den Australian Open 2001 im Doppel.
1999 und 2000 spielte sie für die slowenische Fed-Cup-Mannschaft, mit einer Bilanz von 2:2.

## Erfolge

### Einzel
Turniersiege 
| Nr. | Datum      | Turnier  | Kategorie   | Belag | Finalgegnerin    | Ergebnis      |
| --- | ---------- | -------- | ----------- | ----- | ---------------- | ------------- |
| 1.  | Juli 1999  | Puchheim | ITF $25.000 | Sand  | Adriana Gerši    | 3:6, 7:6, 6:3 |
| 2.  | März 2002  | Makarska | ITF $10.000 | Sand  | Maria Wolfbrandt | 3:6, 6:3, 7:5 |
| 3.  | April 2002 | Makarska | ITF $10.000 | Sand  | Ivana Lisjak     | 6:4, 6:2      |

### Doppel
Turniersiege 
| Nr. | Datum       | Turnier       | Kategorie   | Belag | Partnerin           | Finalgegnerinnen                        | Ergebnis      |
| --- | ----------- | ------------- | ----------- | ----- | ------------------- | --------------------------------------- | ------------- |
| 1.  | Juni 1997   | Velenje       | ITF $10.000 | Sand  | Tina Pisnik         | Helena Fremuthová Aneta Soukup          | kampflos      |
| 2.  | August 1997 | Maribor       | ITF $10.000 | Sand  | Tina Pisnik         | Nives Ćulum Tina Hojnik                 | 6:3, 6:2      |
| 3.  | März 2002   | Makarska      | ITF $10.000 | Sand  | Jewhenija Sawranska | Ivana Abramović Lenka Tvarošková        | 5:7, 6:3, 7:5 |
| 4.  | März 2002   | Makarska      | ITF $10.000 | Sand  | Jewhenija Sawranska | Silvia Disderi Zuzana Hejdová           | 6:3, 7:5      |
| 5.  | April 2002  | Makarska      | ITF $10.000 | Sand  | Petra Cetkovská     | Daniela Casanova Marijana Kovačević     | 7:5, 6:2      |
| 6.  | Juni 2002   | Mostar        | ITF $25.000 | Sand  | Sandra Načuk        | Katarina Mišić Katalin Marosi           | 6:3, 6:3      |
| 7.  | Juni 2002   | Gorizia       | ITF $25.000 | Sand  | Sandra Načuk        | Arantxa Parra Santonja Carla Tiene      | 6:4, 6:3      |
| 8.  | Juli 2002   | Český Krumlov | ITF $25.000 | Sand  | Katalin Marosi      | Gabriela Navrátilová Milena Nekvapilová | 7:62, 7:5     |
| 9.  | August 2002 | Maribor       | ITF $25.000 | Sand  | Eszter Molnár       | Aljona Bondarenko Olga Kalyuzhnaya      | 6:1, 6:1      |